# Шустер, Филипп
Филипп Мет Шустер (англ. Philip Mat Schuster; 24 января 1883, Висконсин — 31 октября 1926, Чикаго, Иллинойс) — американский гимнаст и легкоатлет, бронзовый призёр летних Олимпийских игр 1904.
На Играх 1904 в Сент-Луисе в гимнастике Шустер участвовал в трёх дисциплинах. Он стал третьим в командном первенстве и выиграл бронзовую медаль. Также он занял 51-ю позицию в личном первенстве и 54-ю в первенстве на 9 снарядах.
В лёгкой атлетике Шустер соревновался только в троеборье, в котором он занял 55-е место.